# Rapport Hunt
 (janvier 2022).
Le Rapport Hunt, ou le rapport du comité consultatif sur la police en Irlande du Nord, a été produit par un comité[Quoi ?] dirigé par le baron Hunt en 1969. Le 26 août 1969, Hunt a été nommé[Par qui ?] pour :

« examiner le recrutement, l'organisation, la structure et la composition de la Royal Ulster Constabulary et de l'Ulster Special Constabulary, ainsi que leurs fonctions respectives, et recommander, le cas échéant, les changements nécessaires pour assurer l'application efficace de la loi et de l'ordre en Irlande du Nord. »

Robert Mark était également membre du comité.
Hunt a fait 47 recommandations et cinq suggestions. Celles-ci ont abouti à la refonte de la Royal Ulster Constabulary, à la dissolution de la Ulster Special Constabulary et à la formation du Régiment de Défense de l'Ulster. La publication du rapport n'a pas été bien accueillie par les syndicalistes, qui se sont révoltés à Belfast .[réf. nécessaire]